# A75高速公路
A75高速公路（法語：Autoroute A75），又称貴妃椅公路（la Méridienne），是法国一條連結克莱蒙费朗到贝济耶、长约334.5公里的免费高速公路。主要修築目的是為了要减轻巴黎向南交通压力的A75，原訂是在2011年春季完工，但實際上卻提早進度在2010年12月通車。